# Centralismo puro
El centralismo puro es el modelo estatal en el que se da una unidad política y territorial que lleva consigo la unidad administrativa. El poder central es el único que tiene la facultad de dictar normas, y el único que gestiona los servicios y cuida de administrar el país. La centralización se justifica en la necesidad de que el Estado llegue a todos por igual, para mantener la unidad y la cohesión nacional, y para evitar la dispersión de poder.
Sin embargo, un Estado totalmente centralizado es difícil de mantener porque el poder central no puede realizarlo todo y porque las comunidades inferiores tienen una existencia, poseen unas exigencias y están llamadas a cumplir unas tareas que el poder central no puede desconocer. Un Estado unitario totalmente centralizado se presentó en los inicios de la vida estatal y es, en teoría, un esquema ideal, pero no tiene realidad práctica.
En el mundo, son muy pocos los Estados en que no hay divisiones administrativas, tratándose casi siempre de micro-Estados, como la Ciudad del Vaticano o Mónaco.